# Ninghe

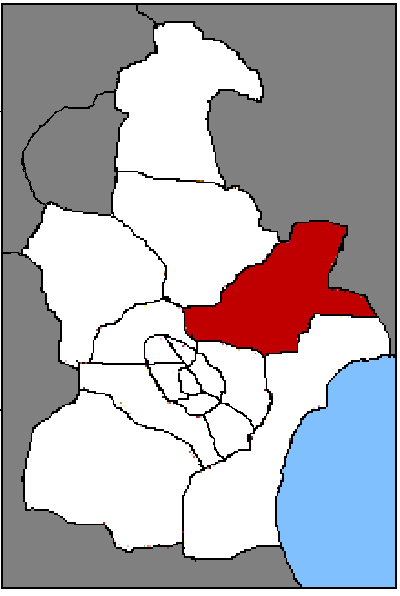
Lage des Kreises Ninghe in Tianjin

Ninghe (chinesisch 宁河区, Pinyin Nínghé Qū) ist ein chinesischer Stadtbezirk, der zum Verwaltungsgebiet der regierungsunmittelbaren Stadt Tianjin gehört. Er befindet sich im Nordosten von Tianjin an der Grenze zu Hebei. Ninghe hat eine Fläche von 1.154 km² und zählt 395.314 Einwohner (Stand: Zensus 2020).
Der Stadtbezirk wurde 2015 aus dem ehemaligen Kreis gleichen Namens gebildet.